# 232 Russia
A 232 Russia a Naprendszer kisbolygóövében található aszteroida. Johann Palisa fedezte fel 1883. január 31-én.